# Campionati europei di hockey su pista 1967
I Campionati Europei 1967 furono la 28ª edizione dei campionati europei di hockey su pista; la manifestazione venne disputata in Spagna a Bilbao dal 20 al 28 maggio 1967.

La competizione fu organizzata dalla Fédération Internationale de Roller Sports.

Il torneo fu vinto dalla nazionale portoghese per l'11ª volta nella sua storia.

## Città ospitanti e impianti sportivi
| CITTÀ  | IMPIANTO | CAPIENZA |
| Bilbao | ?        | ?        |

## Svolgimento del torneo

### Risultati
| Bilbao maggio 1967 | Belgio | 1 – 0 | Francia |  |

| Bilbao maggio 1967 | Belgio | 1 – 6 | Germania Ovest |  |

| Bilbao maggio 1967 | Belgio  | 0 – 9 | Inghilterra | \| Arbitro: \| Pereira \| |
| Arbitro:           | Pereira |       |             |                           |

| Bilbao maggio 1967 | Belgio | 2 – 5 | Italia |  |

| Bilbao maggio 1967 | Belgio | 1 – 8 | Paesi Bassi |  |

| Bilbao maggio 1967 | Belgio | 0 – 2 | Portogallo |  |

| Bilbao maggio 1967 | Belgio | 0 – 12 | Spagna |  |

| Bilbao maggio 1967 | Belgio | 1 – 2 | Svizzera |  |

| Bilbao maggio 1967 | Francia | 2 – 1 | Germania Ovest |  |

| Bilbao maggio 1967 | Francia          | 5 – 2 | Inghilterra | \| Arbitro: \| Luis Garcia Vals \| |
| Arbitro:           | Luis Garcia Vals |       |             |                                    |

| Bilbao maggio 1967 | Francia | 1 – 9 | Italia |  |

| Bilbao maggio 1967 | Francia             | 2 – 7 | Paesi Bassi | \| Arbitro: \| Francisco Gutierrez \| |
| Arbitro:           | Francisco Gutierrez |       |             |                                       |

| Bilbao maggio 1967 | Francia | 1 – 5 | Portogallo |  |

| Bilbao maggio 1967 | Francia   | 1 – 15 | Spagna | \| Arbitro: \| Fellizone \| |
| Arbitro:           | Fellizone |        |        |                             |

| Bilbao maggio 1967 | Francia | 3 – 3 | Svizzera |  |

| Bilbao maggio 1967 | Germania Ovest | 5 – 2 | Inghilterra |  |

| Bilbao maggio 1967 | Germania Ovest | 1 – 1 | Italia |  |

| Bilbao maggio 1967 | Germania Ovest | 1 – 5 | Paesi Bassi |  |

| Bilbao maggio 1967 | Germania Ovest | 3 – 4 | Portogallo |  |

| Bilbao maggio 1967 | Germania Ovest | 0 – 4 | Spagna | \| Arbitro: \| Carlos Bica \| |
| Arbitro:           | Carlos Bica    |       |        |                               |

| Bilbao maggio 1967 | Germania Ovest | 1 – 1 | Svizzera |  |

| Bilbao maggio 1967 | Inghilterra | 1 – 4 | Italia |  |

| Bilbao maggio 1967 | Inghilterra             | 1 – 9 | Paesi Bassi | \| Arbitro: \| Manuel Cuadrado Montero \| |
| Arbitro:           | Manuel Cuadrado Montero |       |             |                                           |

| Bilbao maggio 1967 | Inghilterra | 1 – 11 | Portogallo |  |

| Bilbao maggio 1967 | Inghilterra | 0 – 4 | Spagna | \| Arbitro: \| Sasone \| |
| Arbitro:           | Sasone      |       |        |                          |

| Bilbao maggio 1967 | Inghilterra | 3 – 5 | Svizzera |  |

| Bilbao maggio 1967 | Italia        | 4 – 5 | Paesi Bassi | \| Arbitro: \| Jules Theiler \| |
| Arbitro:           | Jules Theiler |       |             |                                 |

| Bilbao maggio 1967 | Italia            | 1 – 10 | Portogallo | \| Arbitro: \| Luis Garcia Valls \| |
| Arbitro:           | Luis Garcia Valls |        |            |                                     |

| Bilbao maggio 1967 | Italia | 1 – 2 | Spagna |  |

| Bilbao maggio 1967 | Italia | 3 – 3 | Svizzera |  |

| Bilbao maggio 1967 | Paesi Bassi | 2 – 5 | Portogallo |  |

| Bilbao maggio 1967 | Paesi Bassi   | 1 – 6 | Spagna | \| Arbitro: \| Jules Theiler \| |
| Arbitro:           | Jules Theiler |       |        |                                 |

| Bilbao maggio 1967 | Paesi Bassi | 2 – 1 | Svizzera |  |

| Bilbao maggio 1967 | Portogallo      | 1 – 0 | Spagna | \| Arbitro: \| Bert Van Dinter \| |
| Arbitro:           | Bert Van Dinter |       |        |                                   |

| Bilbao maggio 1967 | Portogallo | 1 – 1 | Svizzera |  |

| Bilbao maggio 1967 | Spagna          | 11 – 0 | Svizzera | \| Arbitro: \| Bert Van Dinter \| |
| Arbitro:           | Bert Van Dinter |        |          |                                   |

### Classifica
|    | Squadra        | PT | G | V | N | P | GF | GS | Diff. |
| -- | -------------- | -- | - | - | - | - | -- | -- | ----- |
| 1. | Portogallo     | 15 | 8 | 7 | 1 | 0 | 39 | 9  | +30   |
| 2. | Spagna         | 14 | 8 | 7 | 0 | 1 | 54 | 4  | +50   |
| 3. | Paesi Bassi    | 12 | 8 | 6 | 0 | 2 | 39 | 21 | +18   |
| 4. | Italia         | 8  | 8 | 3 | 2 | 3 | 28 | 25 | +3    |
| 5. | Svizzera       | 7  | 8 | 2 | 3 | 3 | 16 | 25 | -9    |
| 6. | Germania Ovest | 6  | 8 | 2 | 2 | 4 | 18 | 20 | -2    |
| 7. | Francia        | 5  | 8 | 2 | 1 | 5 | 14 | 43 | -29   |
| 8. | Inghilterra    | 2  | 8 | 1 | 0 | 7 | 19 | 43 | -24   |
| 9. | Belgio         | 2  | 8 | 1 | 0 | 7 | 6  | 43 | -37   |

## Campioni
| Campione d'Europa 1967 |
| ---------------------- |
| Portogallo 11º titolo  |